# Símfils
Els símfils (Symphyla) constitueixen una classe de miriàpodes que es troba estretament emparentada amb els quilòpodes (centpeus). Viuen al sòl i són detritívors. Es coneixen unes 200 espècies.

## Característiques
Els joves tenen sis parells de potes, però al llarg de la vida de diversos anys, afegeixen un parell extra a cada ècdisi, així l'estadi adult té dotze parells de potes. No tenen ulls i presenten 14 segments al tronc, els 12 primers dels quals els parells de potes. Les seves llargues antenes tenen funció sensorial. Presenten diverses característiques que els relacionen amb els primers insectes, com un labium (segones maxil·les fusionades), i un nombre idèntic de segments del cap i certes característiques de les potes.

## Història natural
Són artròpodes habitants del sòl que s'assemblen als centpeus, però són més petits i translúcids, i estan emparentats llunyanament amb els centpeus veritables. Es poden moure veloçment a través dels espais que hi ha entre les partícules del sòl, i es solen trobar des de la superfície fins a una profunditat de 50 cm. S'alimenten de vegetació en putrefacció, però també poden infligir danys a l'agricultura pel consum de llavors, arrels, i pèls d'arrel en sòls cultivats.